# Федосіївка (Григоріопольський район)
Федосіївка (рум. Fedoseevca; рос. Федосеевка) — село в Григоріопольському районі в Молдові (Придністров'ї). 
Населення становить 60 осіб. Входить до складу Карманівської селищної ради. 
Станом на 2004 рік у селі проживало 57,1% українців. 